# Willis Lee
Willis Augustus Lee Jr. (Natlee, 11 de maio de 1888 – Litoral do Maine, 25 de agosto de 1945) foi um oficial naval e medalhista olímpico norte-americano que comandou forças da Marinha dos Estados Unidos durante a Segunda Guerra Mundial.

## Biografia

### Primeiros anos
Lee nasceu na cidade de Natlee, no Kentucky, em 11 de maio de 1888, filho de Willis A. Lee e Susan Arnold. Foi nomeado em 1904 para estudar na Academia Naval dos Estados Unidos, em Maryland, onde se destacou como um atirador extremamente habilidoso, participando e ganhando várias competições de tiro. Ele se formou em junho de 1908 e até 1914 serviu no couraçado USS Idaho duas vezes, no cruzador protegido USS New Orleans também duas vezes e na canhoneira USS Helena. Entre essas designações, Lee foi destacado várias vezes para poder participar de competições de tiro.
Ele foi designado para servir em 1914 no couraçado USS New Hampshire, participando das forças de desembarque que tomaram parte da Ocupação de Veracruz. Em dezembro do ano seguinte foi trabalhar na Union Tool Company, em Chicago, como inspetor, função que exerceu por três anos. Lee se juntou à Força de Contratorpedeiros em Queenstown, Reino Unido, em novembro de 1918, servindo até junho de 1919 a bordo do USS O'Brien e do USS Lea. Retornou para os Estados Unidos novamente para participar de uma competição de tiro e depois serviu como oficial executivo do USS Bushnell.

### Entreguerras
Lee, em agosto de 1920, fez parte da equipe de tiro dos Estados Unidos nos Jogos Olímpicos de Verão de 1920, conquistando cinco medalhas de ouro, uma de prata e uma de bronze. Em seguida, foi o oficial comandante dos contratorpedeiros USS Fairfax e USS William B. Preston. Ele então trabalhou no Estaleiro Naval de Nova Iorque de junho de 1924 a novembro de 1925, depois atuando como oficial executivo do cargueiro USS Antares e depois comandante do contratorpedeiros USS Lardner. Lee foi estudar no Colégio de Guerra Naval, em Rhode Island, finalizando seu curso em maio de 1929 e servindo por um ano como inspetor de materiais militares em uma fábrica de equipamentos da marinha em Long Island, em Nova Iorque.
Ele depois disso foi designado para trabalhos burocráticos no Escritório do Chefe de Operações Navais, no Departamento da Marinha, na capital Washington, D.C.. Lee em maio de 1931 juntou-se à tripulação do couraçado USS Pennsylvania, primeiro como navegador e depois oficial executivo. Voltou para funções burocráticas em junho de 1933, trabalhando por dois anos como Chefe da Seção de Artilharia e depois como Chefe da Seção Tática até 1936, quando assumiu o comando do cruzador rápido USS Concord. Lee deixou esta função em julho de 1938, quando integrou a equipe do contra-almirante Harold R. Stark, servindo primeiro como seu oficial de operações e depois chefe de gabinete a bordo do cruzador rápido USS Honolulu. Ele retornou para o Departamento da Marinha em junho de 1939 para trabalhar primeiro como diretor assistente e depois diretor da Divisão de Treinamentos de Frota.

### Segunda Guerra

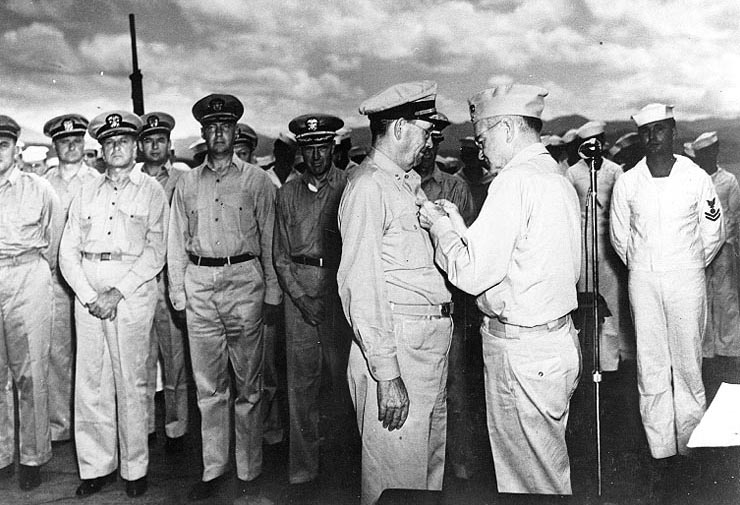
Lee sendo condecorado com a Cruz da Marinha por William Halsey, janeiro de 1943

Os Estados Unidos entraram na Segunda Guerra Mundial em dezembro de 1941 e Lee foi designado em agosto para servir na Guerra do Pacífico, sendo inicialmente nomeado como oficial comandante da Divisão de Couraçados Seis. Ele comandou uma força tarefa que interceptou embarcações da Marinha Imperial Japonesa que tentavam recapturar posições previamente perdidas, que resultou em um confronto noturno na noite de 14 para 15 de novembro, durante a Batalha Naval de Guadalcanal. Lee, a bordo da sua capitânia, o couraçado USS Washington, impediu o avanço japonês e conseguiu afundar o couraçado Kirishima.
Lee recebeu a Cruz da Marinha por sua ações na batalha e algum tempo depois foi nomeado o comandante de toda a frota de couraçados da Frota do Pacífico. Na Campanha nas Ilhas Gilbert e Marshall, ele comandou uma força tarefa que atacou Nauru. Em seguida, comandou seus navios em diversas operações de ataque e bombardeio em posições japonesas no Pacífico. Também participou dos primeiros estágios da Batalha do Mar das Filipinas em junho de 1944, quando suas embarcações foram atacadas por diversas aeronaves japonesas. Por suas ações nesta batalha, recebeu a Legião do Mérito e a Medalha de Serviço Distinto.
Lee morreu em 25 de agosto de 1945, alguns dias depois da Rendição do Japão, de uma trombose coronariana a bordo de uma lancha motorizada que o estava levando para o couraçado USS Wyoming, que estava perto do litoral do Maine. Ele foi postumamente condecorado com uma segunda Medalha de Serviço Distinto e foi enterrado no Cemitério Nacional de Arlington. O contratorpedeiro USS Willis A. Lee foi nomeado em sua homenagem em 1952.